# NGC 6204
NGC 6204 هي مجرة تتبع كوكبة المجمرة. اكتشفها جيمس دنلوب في 13 مايو 1826.

## روابط خارجية
- NGC 6204 على موقع ويكي سكاي: DSS2, SDSS, GALEX, IRAS, Hydrogen α, X-Ray, Astrophoto, Sky Map, Articles and images